# Sternaulopius bisternaulicus
Sternaulopius bisternaulicus är en stekelart som beskrevs av Fischer 1965. Sternaulopius bisternaulicus ingår i släktet Sternaulopius och familjen bracksteklar. Inga underarter finns listade i Catalogue of Life.